# Rod Blagojevich
Milorad Blagojevich, känd som Rod R. Blagojevich, född 10 december 1956 i Chicago, Illinois, USA, är en amerikansk politiker (demokrat). Han var Illinois guvernör från januari 2003 till januari 2009. Blagojevich avsattes av en enig delstatssenat efter att bland annat ha försökt sälja Barack Obamas vakanta plats i senaten till högstbjudande.

## Biografi
Blagojevich avlade 1979 sin grundexamen vid Northwestern University och 1983 juristexamen vid Pepperdine University. Han var ledamot av Illinois representanthus 1993–1996 och ledamot av USA:s representanthus 1997–2003.
I 2002 års guvernörsval i Illinois fick Blagojevich 52 % av rösterna. Delstatens justitieminister (Illinois Attorney General), republikanen Jim Ryan, fick 45 %, libertarianen Cal Skinner 2 % och oberoende kandidaten Marisellis Brown 1 %.
Blagojevich omvaldes 2006 med närmare 50 % av rösterna. Republikanen Judy Baar Topinka fick 40 % och 10 % av rösterna gick till Green Party kandidaten Rich Whitney.
Hans familj har serbisk härkomst. Han är gift med Patricia Blagojevich. Paret har två döttrar: Amy och Anne.
Den 9 december 2008 arresterades Blagojevich av FBI-agenter i sitt hem i Chicago, misstänkt för korruption. 7 december  2011 blev Blagojevic dömd till 14 års fängelse. Han började avtjäna sitt straff 15 mars 2012. Den 18 februari 2020 släpptes Blagojevich på Donald Trumps order.